# Скородумов, Алексей Михайлович
Алексей Михайлович Скородумов (16 марта 1888, Вологда — 15 апреля 1939, Москва) — эпидемиолог-микробиолог, доктор медицинских наук, профессор, директор Иркутского противочумного института, один из организаторов медицинского факультета Иркутского государственного университета.

## Биография
Отец вологодский ремесленник. Среднее образование получил в Вологде. В 1911 году окончил Петербургскую военно-медицинскую академию при этом студенческая научная работа Скородумова получила «Золотую медаль имени медика-хирурга Сильверста Федоровича Тучемского. Вторая премия. За научные исследования».
Служил врачом Николаевской лечебницы. В 1914 призван в армию и до 1917 года был старшим врачом полка. В 1917 вернулся в Петроград. В 1917–1923 работал ассистентом Петроградского института экспериментальной медицины, при этом его научным руководителем был знаменитый специалист по чуме академик Д. К. Заболотный. В 1918 году защитил диссертацию по теме «К гематологии сыпного тифа в связи с реакцией Вейль-Феликса».
В начале мая 1923 года профессор А. М. Скородумов направлен в Иркутск для укрепления только что созданного медицинского факультета Иркутского университета. Он приехал в Иркутск с тещей, женой и маленькой дочерью. 13 мая его избрали профессором кафедры заразных болезней медфака Иркутского университета. Скородумов возглавлял кафедру заразных болезней с момента её создания в 1923 до 2 августа 1937.
Одновременно он заведовал чумным отделом Иркутского химико-бактериологического института («Химбактина»). В 1928 году результаты своих исследований по изучению клинико-эпидемиологических особенностей чумы и мерам борьбы с ней в Восточной Сибири, Забайкалье Скородумов представил на Всесоюзном съезде бактериологов, проходившем в Ленинграде.
В 1934 году назначен директором образованного на базе чумного отдела "Химбактина" Иркутского санитарно-бактериологического института, в дальнейшем Иркутского противочумного научно-исследовательского института Сибири и Дальнего Востока (ИПЧИ). Позднее сфера деятельности ИПЧИ не ограничивалась чумой, она включала и другие особо опасные болезни: холеру, бруцеллез, туляремию, сибирскую язву, арбовирусные инфекции.
Скородумов был инициатором организации противочумной системы Сибири и Дальнего Востока, включавшей кроме института, противочумные станции в Чите и Хабаровске, противочумные отделения и даже противочумный поезд. При Скородумове было начато строительство научно-лабораторного комплекса ИПЧИ, организовано издание его научных трудов.
А. М. Скородумов активно сотрудничал с Восточно-Сибирским отделом Русского Географического общества (ВСО РГО). В 1929 вошел в состав его временного правления ВСО РГО. Являлся членом редакции «Трудов» ВСО РГО. В 1930-х активно работал в Восточно-Сибирском научно-медицинском общества (1934), в 1935 году вошёл в правление Общества изучения Восточной Сибири.
Организатор многочисленных экспедиций в природные очаги чумы в Иркутской области, Забайкалье и других регионах.
В 1936 опубликована его книга «Чума в Сибири», итог многолетнего труда. В ней дано подробное описание истории эпидемий чумы в Забайкалье, Монголии и Маньчжурии с 1906 по 1930. Скородумов опубликовал более 60 работ.
29 февраля 1936 А. М. Скородумову была присвоена ученая степень доктора медицинских наук без защиты диссертации, к этому времени он уже состоял профессором Восточно-Сибирского медицинского института.
2 августа 1937 года А. М. Скородумов был арестован НКВД и этапирован в Москву. Где его вместе с девятью другими известными исследователями обвинили в участии в диверсионно-террористической организации «Всероссийский антисоветский центр». 14 апреля 1939 приговорен ВКВС СССР к расстрелу. Приговор приведён в исполнение на следующий день. Похоронен на «Коммунарке» (Московская область). Реабилитирован 29 октября 1955.

## Награды
Награждён почетной грамотой Восточно-Сибирского райисполкома (1934) и орденом Трудового Красного Знамени.

## Адреса
- Иркутск, ул. Степана Разина, д. 27[9].

## Память
Биолог-охотовед В. Н. Скалон описал в честь Скородумова так называемую амурскую алтайскую пищуху Ochotona alpina scorodumovi Skalon, 1935, которую сейчас рассматривают как один из подвидов маньчжурской пищухи. Тогда же жена В. Н. Скалона паразитолог-энтомолог Ольга Ивановна Скалон описала новый вид блохи Paradoxopsyllus scorodumovi Scalon, 1935, паразитирующей на монгольских пищухах и играющей большую роль в поддержании некоторых природных очагов чумы.
На здании Иркутского научно-исследовательского противочумного института Сибири и Дальнего Востока установлена мемориальная доска.

## Комментарии
1. ↑  Это научный руководитель Центрального института Эпидемиологии и микробиологии Наркомздрава СССР Б. А. Барыкин, начальник отдела бактериальных институтов НК Здрава СССР Е. М. Гуревич, профессор микробиологии И. Л. Кричевский, зам. директора по научной части Центрального Научно-Контрольного института, д. м. н. В. А. Любарский, директор института Микробиологии АН СССР Г. А. Надсон, директор Дальневосточного института Бактериологии А. Г. Найштат, зав. кишечным отделением ЦИЭМ И. Г. Петренко, научный руководитель Московского городского бактериологического института и зав. кафедрой 3-го Московского мединститута П. С. Розен, научный сотрудник института Рентгенологии и радиологии Г. И. Хармандарьян. Все они приговорены, расстреляны и реабилитированы одновременно[8].